# Constantin D. Moruzi
Constantin Moruzi, également connu sous le nom de Costache Moruz Pecheanu (né en 1816 ou 1819 et mort le 26 février 1886 à Odessa) est un boyard et Dregător (chancelier) moldave d'origine russe. 

## Biographie
Constantin Moruzi s'est marié deux fois. La première fois avec Pulcheria Cantacuzino, avec qui il a eu un fils, Alexandru, et la deuxième fois avec Ecaterina Sturdza, la nièce du souverain Ioan Sturdza, dont est né le futur écrivain Dumitru C. Moruzi. 
Constantin Moruzi a également élevé sa nièce, la future reine de Serbie Natalija Obrenović, orpheline. 
Il a joué un rôle important dans mouvement séparatiste à Iași du 15 avril 1866 . 
Il est inhumé dans l'église Saint Hiérarque Nicolae d'Ungheni, qu'il fait construire en 1882. 
La figure de Constantin Moruzi a servi de prototype au personnage principal Alexandru Mavrocosta du roman Wanderers in the kidnapped country, écrit par son fils Dumitru C. Moruzi.